# Museo de la Palabra y la Imagen
Das Museo de la Palabra y la Imagen (span. für Museum des Wortes und des Bildes) ist ein salvadorianisches Kulturmuseum in San Salvador, das Anfang der 1990er Jahre aus einer Bürgerinitiative hervorgegangen ist. Heutzutage ist das Museum als nichtkommerzielle Stiftung etabliert.
Seit 2004 präsentiert das Museum in verschiedenen Ausstellungen bedeutende Exemplare salvadorianischen Kultur- und Geschichtsguts, die Gefahr liefen, in Vergessenheit zu geraten. Titel der Ausstellungen waren zum Beispiel „Legado de Salarrué“, „Memoria de los Izalcos“, „1932“, „De la Guerra y la Paz“ oder „Patria Peregrina - Pedro Geoffroy Rivas“. Die Objekte werden klassifiziert und schrittweise digitalisiert. Die Sammlungen enthalten Manuskripte, Fotografien, Ton- und Videoaufnahmen, Objekte und Publikationen, die dem Museum gespendet wurden. Diese teils einzigartigen Exponate stehen Forschern, Dozenten und Studenten zu Studienzwecken zur Verfügung und dienen dem Verständnis der soziokulturellen Entwicklung des Landes und dem Erhalt des salvadorianischen Kulturerbes.

## Sammlungen
- Sammlung: De la Guerra a la Paz: Eine Sammlung von Manuskripten, Fotos, Audio-Aufnahmen, Filmen, Objekten, Tagebüchern und Veröffentlichungen aus der Zeit des salvadorianischen Bürgerkriegs (1981–1992).
- Sammlung: Salarrué: Ehthält eine Vielzahl von Objekten und die persönliche Bibliothek des wichtigsten salvadorianischen Künstlers des 20. Jahrhunderts.
- Sammlung: Roque Dalton: Manuskripte, Fotos und Veröffentlichungen des sozialkritischen Dichters und Kämpfers.
- Sammlung: Prudencia Ayala: Eine Sammlung zu dem Kampf der Frauenrechte in El Salvador.
- Sammlung: “1932”: Kopie der Sammlung aus den Moskauer Archiven mit Interviews von den Überlebenden des Massakers von 1932 in El Salvador.

## Archive
Neben den historischen Sammlungen besitzt das Museum wichtige Archive, die die Basis der Publikationen des Museums bilden:
- Filmothek: Die Filmothek ist mit ihren Aufnahmen über den Bürgerkrieg, salvadorianischen Filmproduktionen und Mitschnitten von Fernsehprogrammen eines der wichtigsten Videoarchive des Landes.
- Fotothek: Enthält über 35.000 Bilder von 1872 bis zur Gegenwart zu den wichtigsten salvadorianischen Persönlichkeiten und Ereignissen.
- Audiothek: Enthält die Übertragungen von Radio Venceremos, sowie Aufnahmen zu kulturellen und geschichtlichen Themen wie z. B. Zeugenaussagen zu der Situation der Menschenrechte und der Frauenrechte in El Salvador.
- Sozialwissenschaftliche Bibliothek: Spezialisiert für historische Nachforschungen und sozialwissenschaftlichen Themen in El Salvador und Zentralamerika.

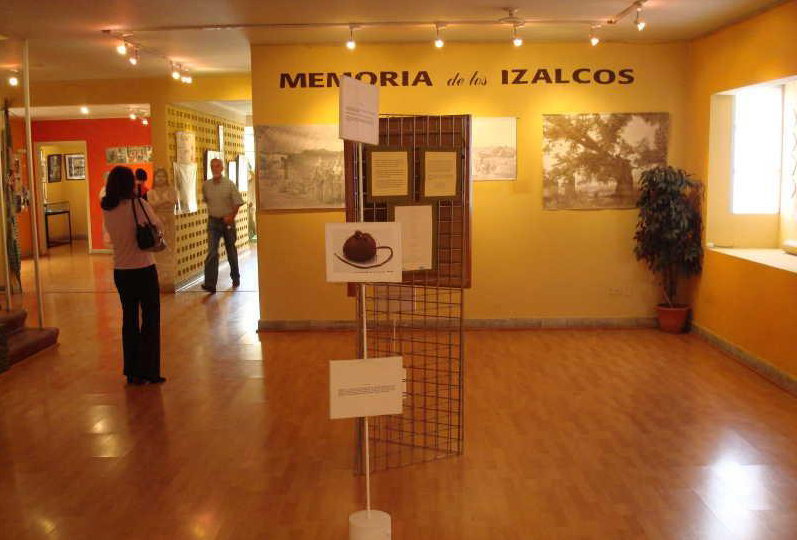
Ausstellungssaal des MUPI

## Das Museum in San Salvador
In den Räumlichkeiten des Museums in der Hauptstadt sowie in Wanderausstellungen werden Themen zur Identität, Kultur und historischen Erinnerung des Landes präsentiert. Es gibt verschiedene Ausstellungssäle sowie einen Kinosaal. Zudem produziert das Museo de la Palabra y la Imagen Bücher, Zeitschriften und Dokumentationen und veranstaltet zahlreiche edukative und kulturelle Veranstaltungen.